# Bijlmerplein

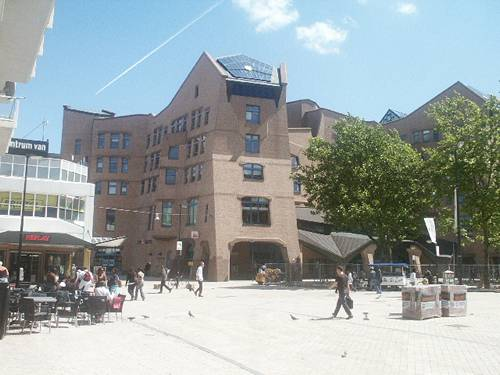
Een deel van het Bijlmerplein met het ING-kantoorgebouw (2007)

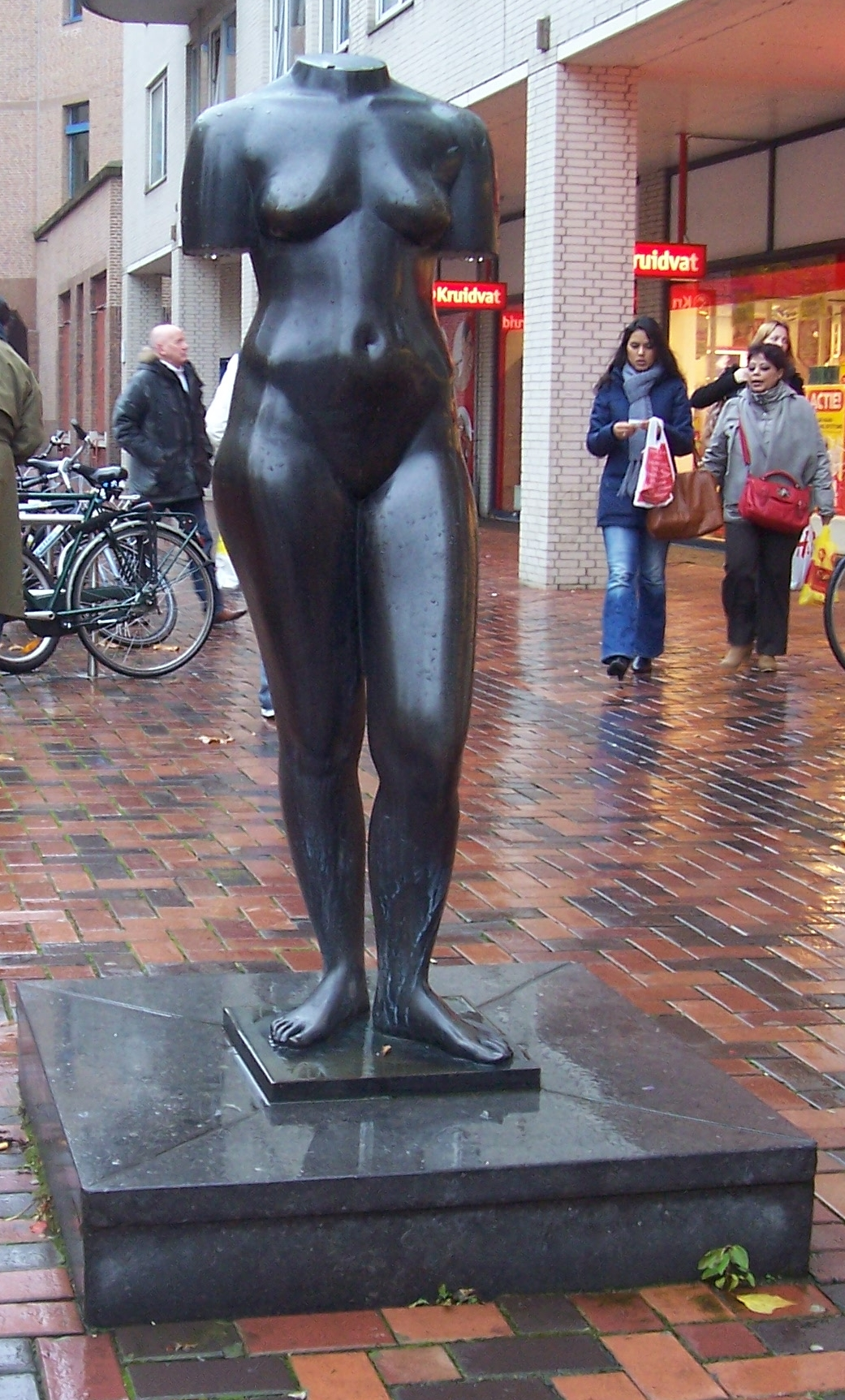
"Staande" van Eja Siepman van den Berg (2012)

Het Bijlmerplein is het centrale plein van de Amsterdamse wijk Bijlmermeer en tevens van geheel Amsterdam-Zuidoost. Het plein is vernoemd naar het Bijlmermeer.

## Geschiedenis en ligging
De naam Bijlmerplein duikt eerst op in de jaren zestig. Op een stadskaart uit 1970 wordt het plein aangegeven als het terrein liggende ten zuiden van de Bijlmerdreef tussen de dan nog geplande Gooiseweg in het oosten en de Foppingadreef in het westen. Ten zuiden van het terrein ligt de H-buurt (Hoogoorddreef) en het Bijlmerpark (sinds 2014 Nelson Mandelapark). Het terrein werd door midden gesneden door de Flierbosdreef die in 1968 werd geopend. Er zijn verbindingen met de noordelijk liggende wijken door middel van onderdoorgangen in het lange viaduct brug 1013. De eerste bebouwing op het plein verscheen aan de oostelijke kant in de vorm van een houten tijdelijk aanloopcentrum met omliggende parkeerterreinen met een voorlichtingscentrum voor mensen die geïnteresseerd zijn in wonen in de nieuwe wijk. Het westelijke deel is gereserveerd voor een winkelcentrum, maar dat zou nog jaren duren voordat dat er kwam. Wanneer het aanloopcentrum rond 1976 wordt afgebroken, wil de gemeente ook af van de naam Bijlmerplein. 
Midden jaren tachtig werd eindelijk begonnen met de bouw van het grote winkelcentrum Amsterdamse Poort en de gemeente Amsterdam benoemt opnieuw per raadsbesluit op 7 maart 1984 een Bijlmerplein, dan alleen nog voor het deel ten westen van de Flierbosdreef. In die jaren werd ook Het Zandkasteel, bijnaam van het hoofdkantoor van de ING Groep opgeleverd op huisnummer 888. In tegenstelling tot de jaren zeventig is nu het oostelijk deel een zandvlakte, waarop pas in de jaren negentig de wijk Vogeltjeswei wordt gebouwd.  
Het plein wordt van noord naar zuid tussen de Bijlmerdreef en Hoogoordreef doorsneden door het Abcouderpad en het Bijlmerpleinpad, beide alleen voor voetgangers en fietsers.

## Gebouwen
De gebouwen aan het plein dateren uit de periode vanaf de midden jaren tachtig. Ondanks deze jonge bouw, heeft het plein toch al een gemeentelijk monument; het eerder genoemde Zandkasteel van ING.
De meeste gebouwen in de Amsterdamse Poort hebben als adres Bijlmerplein. Boven de winkels zijn woningen aanwezig. Daarnaast is er een groot aantal kantoren.

### Aanloopcentrum

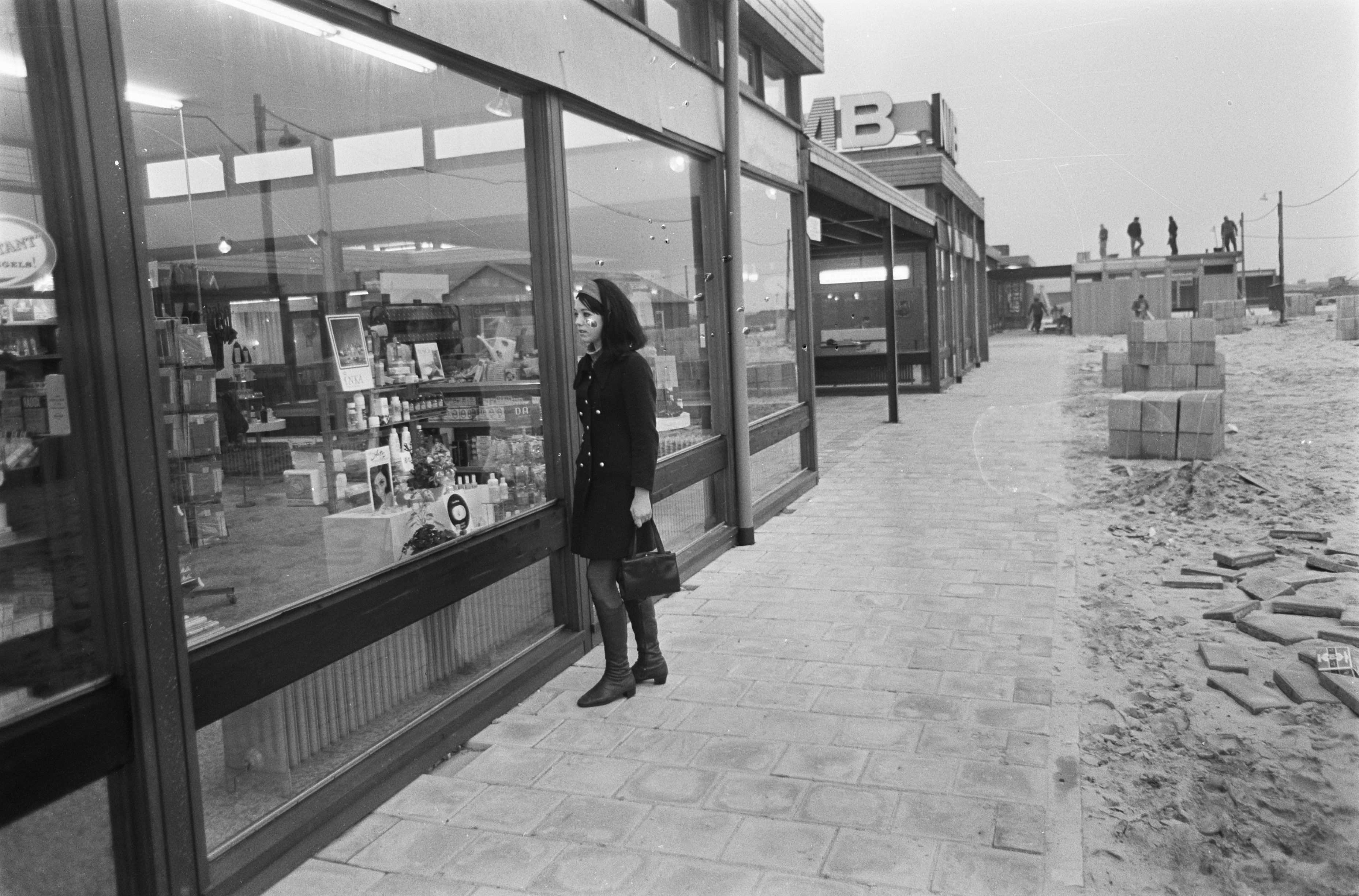
Aanloopcentrum in 1969

Het aanloopcentrum werd in 1968 geplaatst naar model van de Dienst der Publieke Werken. Het bestond uit een op het maaiveld gelegen houten complex met noodwinkelcentrum met een aantal voorzieningen. De eerste winkel die gereed kwam was een drogistmaar verder kwamen er bijvoorbeeld een supermarkt, bankkantoor, politieposthuis, brandweerpost, voorlichtingscentrum en een tijdelijke sporthal. Op 25 november 1968 kregen de eerste bewoners van Hoogoord de sleutel en kort daarna gingen de eerste winkels open. Bij het gereedkomen van de wijkwinkelcentra Fazantenhof en Ganzenhoef in 1975 en Kraaiennest in 1976 werd het Aanloopcentrum in 1975 gesloten. In 1976 werden de houten gebouwen afgebroken waarbij een kunstobject van Wim T. Schippers verloren ging. Het terrein lag daarna lange tijd braak.

## Openbaar vervoer
Van 1969 tot 1973 was bij het Aanloopcentrum het eindpunt van buslijn 55 en van 1970 tot 1973 ook van buslijn 56 naar het centrum van Amsterdam. Dit was het enige gedeelte in de Bijlmermeer waar toen de bussen op het maaiveld reden. Na de verlegging van lijn 55 en 56 naar het busplatform Kraaiennest op 30 september 1973 maakte bus 59 tijdens de winkelopeningstijden een ommetje en afdaling naar het Aanloopcentrum tot 6 oktober 1975.   
Het “tweede” Bijlmerplein is voetgangersgebied, dus op het plein zelf is er geen openbaar vervoer mogelijk. Voor stads- en regiobussen zijn er haltes op de Bijlmerdreef en Foppingadreef die op een dijklichaam en viaducten liggen, dus men moet de trap op. Voor trein en metro is circa 200 meter lopen naar het Station Amsterdam Bijlmer Arena.

## Kunst
Op het Bijlmerplein bevinden zich minstens vijf uitingen van kunst in de openbare ruimte:
- Dolle Mina, een beeld uit 1968 van Erwin de Vries
- Moodwall, een LED-verlichtingsmuur uit 2009 van URBAN ALLIANCE onder de Bijlmerdreef
- Staande, een beeld uit 1989 van Eja Siepman van den Berg
- There's a light that never goes out, drie tegeltableaus uit 2009 van Hadassah Emmerich op brugpijlers van de Anton de Kombrug, zuidelijke doorgang
- Groei, een muurschildering uit 2020 op de gevels van gebouwnummer 876
- Muurschildering Anton de Kom, een muurschildering uit 2020 van Hedy Tjin op brugpijlers van de Anton de Kombrug, noordelijke doorgang